# Asiatic-Pacific Campaign Medal
La Asiatic-Pacific Campaign Medal (APCM) (médaille de la campagne Asie-Pacifique) est une décoration de service de la Seconde Guerre mondiale, qui a été attribuée à tous les membres des forces armées des États-Unis ayant servi sur le théâtre des opérations du Pacifique entre 1941 et 1945.
Il y a eu vingt et une campagnes militaires officielles de l'Armée sur le théâtre du Pacifique, et 48 campagnes de la Marine et des commandos, signalées sur la médaille de service par des étoiles de service (service star). L'insigne des opérations de combat de la Flotte (Fleet Marine Force Combat Operation Insignia) est aussi autorisé pour certains marins. Les couleurs des drapeaux du Japon et des États-Unis sont visibles sur le ruban.
L'équivalent sur le théâtre d'opérations européen est la European-African-Middle Eastern Campaign Medal.

## Historique
Elle a été créée le 6 novembre 1942, par l'Ordre exécutif 9265, promulgué par le président Franklin D. Roosevelt, et annoncé par le Département de la guerre, dans son Bulletin no 56 de 1942, ainsi que par l'Ordre général du Département de la Flotte no 253 (1942).
Les critères d'attribution ont été définis dans la Circulaire 1 du département de l'Armée (DA), datée du 1er janvier 1943. La Asiatic-Pacific Campaign Medal fut d'abord décernée sous la forme d'un ruban en 1941. Le dessin de celui-ci fut approuvé par le Secrétaire à la guerre le 24 novembre 1942.
Une médaille réelle fut autorisée en 1947, les critères étant définis dans la Circulaire 84 du DA, datée du 25 mars 1948, et publiés dans le décret militaire 600-65, datant du 22 septembre 1948. La médaille a été dessinée par Thomas Hudson Jones (1892-1969). Le revers est dû à Adolph A. Weinman (1870-1952), et est identique à celui des European-African-Middle Eastern Medal et American Campaign Medal. Le dessin fut soumis à la Commission des Beaux-Arts le 22 mai 1947. La première médaille fut attribuée au général d'armée Douglas MacArthur, le 17 décembre 1947.

## Description
La médaille a un diamètre de 3,2 cm. L'avers présente une scène de débarquement sur une plage tropicale, avec un navire de guerre, un porte-avions, un sous-marin et un avion en arrière-plan. Le premier plan comporte des troupes de débarquement et des palmiers. La scène est surmontée par l'inscription « ASIATIC PACIFIC CAMPAIGN ». Les soldats et les commandos représentent respectivement l'Armée et le Corps des Marines, alors que les bateaux symbolisent le Flotte et les avions l'Army Air Corps. Au revers, un aigle chauve américain, symbolisant le peuple américain, est entouré des dates « 1941 - 1945 » et des mots « UNITED STATES OF AMERICA ». Il est perché sur un rocher, qui affirme la résolution des États-Unis de poursuivre le combat.
Le ruban a une longueur de 3,5 centimètres et est composé des bandes suivantes : 0,5 cm jaune 67108, 0,15 cm blanc 67101, 0,15 cm écarlate 67111, 0,15 cm blanc, 0,65 cm jaune, centre de 0,3 cm, triparite bleu vieille gloire 67178, blanc et écarlate, 0,65 cm jaune, 0,15 cm blanc, 0,15 cm écarlate, 0,15 cm blanc et 0,5 cm jaune. Le Secrétaire à la guerre avait ordonné que les rubans des médailles correspondant à chaque zone de combat auraient des couleurs différentes, représentant chaque théâtre d'opérations. Cette couleur devait dominer, sur chaque ruban, l'unité étant assurée par les bandes colorées placées au même endroit sur chacun des rubans. La couleur jaune prédominante représente le sable des îles du Pacifique, où ont eu lieu de nombreux combats importants. Le ruban jaune porte du rouge et du blanc de chaque côté, pour rappeler les couleurs japonaises. Le centre bleu, blanc et rouge, reprend celui du ruban de la American Defense Service Medal, et symbolise la poursuite de la résistance américaine après la défaite de Pearl Harbour.
Les formes autorisées sont les suivantes :
- médaille de taille normale (MIL-DTL-3943/247 ; NSN 8455-00-269-5764) : médaille avec le ruban de barres ;
- médaille miniature (MIL-DTL-3943/247) ;
- ruban (MIL-DTL-11589/17 ; NSN 8455-00-257-0525) ;
- banderole : le ruban de la campagne Asie-Pacifique est utilisé comme banderole, par les unités qui se sont vu accorder cette distinction.

L'étoile de bronze portée par le ruban indique la participation à la campagne correspondante. Une pointe de flèche en bronze portée par le ruban indique la participation, dans les conditions de combat, à un saut en parachute, un atterrissage en planeur, ou un débarquement amphibie. Une seule pointe de flèche peut figurer sur le ruban.
La Asiatic-Pacific Campaign Medal est portée après la American Campaign Medal, et avant la European-African-Middle Eastern Campaign Medal.

## Critères d'attribution
La Asiatic-Pacific Campaign Medal a été attribuée au personnel en service sur le théâtre d'opérations Asie-Pacifique entre le 7 décembre 1941 et le 2 mars 1946, remplissant une des conditions suivantes :
- en affectation permanente ;
- avec le statut de passager, ou en service temporaire, pendant 30 jours consécutifs, ou 60 jours non consécutifs ;
- en combat actif contre l'ennemi, et titulaire d'une décoration de combat, ou fournissant un certificat d'un général de corps d'armée ou d'une unité de plus haut rang, ou une force indépendante, attestant d'une participation effective aux combats.

Le théâtre des opérations Asie-Pacifique comprend l'Alaska, Hawaii, les Philippines, l'Australie, la Nouvelle-Zélande et toute l'Asie. Ses limites sont les suivantes :
- La limite orientale du théâtre des opérations Asie-Pacifique est une ligne partant du Pôle nord, suivant, vers le sud, le méridien de longitude 141° ouest jusqu'à la limite orientale de l'Alaska, ensuite, vers le sud et le sud-ouest, le long de la côte Pacifique de l'Alaska, puis vers le sud le long du méridien de longitude 130 ° ouest jusqu'à son intersection avec le parallèle de latitude 30° nord, puis sud-est jusqu'à l'intersection de l'Équateur avec le méridien de longitude 100° ouest, et enfin jusqu'au Pôle sud.

- La limite occidentale du théâtre des opérations Asie-Pacifique part du Pôle nord, suit, vers le sud, le méridien de longitude 60° est, jusqu'à son intersection avec la frontière orientale de l'Iran, frontière qu'elle suit vers le sud jusqu'au golfe d'Oman, et l'intersection avec le méridien de longitude 60° est, puis vers le sud le long de ce méridien, jusqu'au Pôle sud.

## Campagnes autorisées

### Campagnes de l'US Army
Les campagnes autorisées de l'Armée de terre, pour le théâtre d'opérations du Pacifique, sont les suivantes :
- Iles Philippines : 7 décembre 1941 - 10 mai 1942
- Birmanie : 7 décembre 1941 - 10 mai 1942
- Pacifique Centre : 7 décembre 1941 - 6 décembre 1943
- Indes orientales : 1er janvier 1942 - 22 juillet 1942
- Inde-Birmanie : 2 avril 1942 - 28 janvier 1945
- Offensive aérienne sur le Japon : 17 avril 1942 - 2 septembre 1945
- Iles Aléoutiennes : 3 juin 1942 - 24 août 1943
- Défense de la Chine : 4 juillet 1942 - 4 mai 1945
- Buna-Gona : 23 juillet 1942 - 23 janvier 1943
- Guadalcanal : 7 août 1942 - 21 février 1943
- Nouvelle-Guinée : 24 janvier 1943 - 31 décembre 1944
- Salomon du Nord : 22 février 1943 - 21 novembre 1944
- Mandats d'Orient : 7 décembre 1943 - 14 juin 1944
- Archipel Bismarck : 15 décembre 1943 - 27 novembre 1944
- Pacifique occidental : 17 avril 1944 - 2 septembre 1945
- Leyte : 17 octobre 1944 - 1er juillet 1945
- Luçon : 15 décembre 1944 - 4 juillet 1945
- Birmanie centrale : 25 janvier 1945 - 15 juillet 1945
- Philippines sud : 27 février 1945 - 4 juillet 1945
- Îles Ryūkyū : 26 mars 1945 - 2 juillet 1945
- Offensive de Chine : 5 mai 1945 - 2 septembre 1945

### Campagnes de l'United States Marine Corps
Les campagnes autorisées de la Marine, pour le théâtre d'opérations du Pacifique, sont les suivantes :
- Pearl Harbor - Midway: 7 décembre 1941
- Patrouilles de guerre sous-marines (Pacifique - 1 étoile pour chaque participation à une patrouille de guerre) : 7 décembre 1941 - 2 décembre 1945
- île de Wake : 8 décembre 1941 - 23 décembre 1942 (dont île Johnston : 15 décembre 1941 - 22 décembre 1941)
- Opération des Philippines : 8 décembre 1941 - 6 mai 1942
- Engagements des Indes orientales néerlandaises : 23 janvier 1942 - 27 février 1942
- Raids spécifiques du Pacifique - 1942 : 1er février 1942 - 10 mars 1942
- Mer de Corail : 4 mai 1942 - 8 mai 1942
- Midway : 3 juin 1942 - 6 juin 1942
- Bataille de Guadalcanal - Tulagi (y compris le premier débarquement sur Savo) : 7 août 1942 - 9 août 1942
- Opérations U.S.S. Navajo - Salvage : 8 août 1942 - 3 février 1943
- Prise et défense de Guadalcanal : 10 août 1942 - 8 février 1943
- Raid Makin : 17 août 1942 - 18 août 1942
- Salomon orientales (île Stewart) : 23 août 1942 - 25 août 1942
- Raid Buin - Faisi - Tonolai : 5 octobre 1942
- Cape Esperance (seconde bataille de Savo) : 11 octobre 1942 - 12 octobre 1942
- Iles Santa Cruz : 26 octobre 1942
- Guadalcanal (troisième bataille de Savo) : 12 novembre 1942 - 15 novembre 1942
- Tassafaronga (quatrième bataille de Savo) : 30 novembre 1942 – 1er décembre 1942
- Opération de nouvelle-Guinée orientale : 17 décembre 1942 - 24 juillet 1944
- Ile Rennel : 29 janvier 1943 - 30 janvier 1943
- Consolidation des iles Salomon : 8 février 1943 – 15 mars 1945
- Groupe naval de Chine (6 mois de service nécessaires) : 19 février 1943 - 4 mai 1945
- Opération des Aléoutiennes : 26 mars 1943 - 2 juin 1943
- Opération du groupe de Nouvelle-Géorgie : 20 juin 1943 - 16 octobre 1943
- Opération de l'archipel Bismarck : 25 juin 1943 - 1er mai 1944
- Action au large de Vanikoro : 17 juillet 1943 - 21 juillet 1943
- Raids spécifiques du Pacifique - 1943 : 31 août 1943 - 6 octobre 1943
- Opération Treasury - Bougainville : 27 octobre 1943 - 15 décembre 1943
- Opération des îles Gilbert : 13 novembre 1943 - 8 décembre 1943
- Opération des îles Marshall : 26 novembre 1943 - 2 mars 1944
- Opération des îles Kouriles : 1er février 1944 - 11 août 1945
- Raids spécifiques Asie-Pacifique - 1944 : 6 février 1944 - 9 octobre 1944
- Opérations de Nouvelle-Guinée occidentale : 21 avril 1944 - 9 janvier 1945
- Opération de Hollandia (baie Aitape Humbolt - baie Tanahmerah) : 21 avril 1944 - 1er juin 1944
- Groupe opérationnel 30.4 : 22 mai 1944 - 15 juin 1944
- Prise et occupation de Tinian : 24 juillet 1944 - 1er août 1944
- Opération des Mariannes : 10 juin 1944 - 27 août 1944
- Opération des îles Caroline occidentales : 31 août 1944 - 14 octobre 1944
- Opération de Leyte : 10 octobre 1944 - 29 novembre 1944
- Opération de Luçon : 12 décembre 1944 - 1er avril 1945
- Opérations Baie de Manille - Bicol : 29 janvier 1945 - 16 avril 1945
- Opération d'Iwo Jima : 15 février 1945 - 16 mars 1945
- Stabilisation et prise des Philippines sud : 28 février 1945 - 20 juillet 1945
- Opération Okinawa Gunto : 17 mars 1945 - 30 juin 1945
- Opérations de Bornéo : 27 avril 1945 - 20 juillet 1945
- Opérations spécifiques de déminage dans le Pacifique : 23 juin 1945 - 2 mars 1946
- Groupe opérationnel 12.2 : 5 juillet 1945 - 9 août 1945
- Opérations de la 3e Flotte contre le Japon : 10 juillet 1945 - 15 août 1945

### Autres campagnes
Pour les membres des forces armées qui n'ont pas été crédités d'une campagne, mais ont été en service actif sur le théâtre des opérations du Pacifique, les campagnes suivantes ont été créées, pour lesquelles la médaille peut être décernée, sans étoiles de service :
- Anti-sous-marins : 7 décembre 1941 - 2 décembre 1945
- Combat au sol : 7 décembre 1941 - 2 décembre 1945
- Combat aérien : 7 décembre 1941 - 2 décembre 1945